# Loïc Dubigeon
Loïc Dubigeon est un illustrateur, peintre et styliste français né le 27 avril 1934 à Nantes et mort le 27 janvier 2001 à Hennebont.

## Biographie
Né dans une famille d'armateurs, fils de Raymond Dubigeon, ingénieur, et d'Anne Lamey, Loïc Dubigeon se prédestine à devenir architecte. Mais ayant embrassé d'autres formes d'expression artistique, et à la faveur du prix de la Biennale de Paris qu'il reçoit en 1963, sa notoriété se fera autour de ses peintures, des foulards qu'il concevra pour la maison Hermès, et de ses illustrations.
Il réside jusqu'à sa mort dans la commune de Derchigny, au domaine de Wargemont, qui fut la résidence de Pierre-Auguste Renoir à la fin du XIXe siècle.

## Œuvres

### Stylisme
Il dessine de nombreux foulards pour Hermès.

### Dessin et peinture
Ses peintures et lithographies sont régulièrement exposées, notamment à la Galerie d'Ophir (Eure). À titre posthume, certaines de ses œuvres sont vendues aux enchères à Drouot.
Le musée de Dieppe possède également 4 œuvres de l'artiste :
- Car Ferry, huile sur toile, 1975
- Falaise à Berneval, huile sur toile, 1978
- Un timbre pour Dieppe, aquarelle, février 1997  → maquette servant à la création d'un timbre
- Le château de Dieppe, vu de la plage, aquarelle, mars 1997  → maquette servant à la création d'un timbre

### Illustration
Outre des unes pour des revues telles que Playboy, Union ou SM Comix, Loïc Dubigeon illustre des ouvrages :
- Guide pratique de la vie du couple (Filipacchi, 1984) des docteurs David Elia et Jacques Waynberg[6]
- Retour de Roissy (Éditions Astarté, 1995) en collaboration avec Gilles Berquet et Annick Foucault[7]
- La vie amoureuse des fées (Filipacchi, 1997) de Franck Spengler[8]
- Manuel de civilité à l'usage des grandes filles (Éditions Astarté, 1997) d'après Pierre Louÿs - préface de Stephan Lévy-Kuentz[9]
- De l'aube à la nuit (Le Grand Livre du Mois, 1998) de Andréa Lafargue[10]